# Samar (prowincja)

Prowincja Northern Samar na mapie Filipin

Samar (dawniej Western Samar) – prowincja na Filipinach w regionie Eastern Visayas, położona w zachodniej części wyspy Samar.
Od wschodu granicę wyznacza Morze Samar, Cieśnina San Juanico (oddzielająca prowincję Leyte na wyspie Leyte) i Zatoka Leyte, od północy graniczy z prowincją Northern Samar, od wschodu graniczy z prowincją Eastern Samar.
Powierzchnia: 6048,0 km². Liczba ludności: 695 149 mieszkańców (2007). Gęstość zaludnienia wynosi 114,9 mieszk./km². Stolicą prowincji jest Catbalogan.